# Colobanthus canaliculatus
Colobanthus canaliculatus är en nejlikväxtart som beskrevs av T, Kirk. Colobanthus canaliculatus ingår i släktet Colobanthus, och familjen nejlikväxter. Inga underarter finns listade i Catalogue of Life.